# Цинкаловський Олександр Миколайович
Олекса́ндр Микола́йович Цинкало́вський (пол. Aleksander Cynkałowski, рос. Александр Цинкаловский, 9 січня 1898, Володимир-Волинський, Волинська губернія — 19 квітня 1983, Краків, Польська Народна Республіка) — український історик, музеолог, археолог, етнограф, дослідник Волині, професор.
Псевдоніми: О. Волинець, Антін Бужанський; криптоніми: О. В., А. Б.

## Життєпис
Народився 9 січня 1898 року в місті Володимир-Волинську Волинської губернії, Російська імперія. Походить зі шляхетної родини. Його прабабуня по батькові — дитяча письменниця баронеса фон Вульф, бабуня — сестра милосердя, учасниця російсько-турецької війни, загинула на Балканах. Дід по матері, Павло Нітецький, як учасник польського повстання 1863 року, був позбавлений російською владою земельного маєтку та дворянського титулу, але користувався повагою жителів Володимира-Волинська, збираючи старожитності, від якого майбутній вчений і успадкував цікавість до краєзнавства.
Початкову освіту здобував у Ковельській гімназії, згодом сім'я переїздить до Звягеля. Під час Першої світової війни евакуюється до Тамбова, продовжує навчання в казанській гімназії.
Після Лютневої революції 1917 року повертається до України. Родина зупиняється у Звягелі, звідкіля незабаром Олександра забрали на військову службу в Житомир. Протягом 1917—1920 років у Дієвій армії УНР. Організатор українських шкіл на Кременеччині. Після поразки Визвольних змагань повертається до Володимир-Волинська. Працює учителем у селі Осмиловичі. Активний діяч володимирської «Просвіти». Займається етнографічними та фольклорними студіями.

За робочим столом під час студій

Протягом 1925—1929 рр. — студент православного богословського факультету Варшавського університету. Спеціалізується на церковній історії та християнській археології. Додатково відвідує лекції читані на гуманітарному факультеті, знайомиться з варшавськими музеями й архівами.
Підтримує зв'язки з волинськими краєзнавцями Антоном і Олександром Коновалюками із села Білосток, Анатолієм Кревським з Торчину, Федором Леньо із села Боратин на Луччині.
За сприяння відомого польського археолога Влодзімєжа Антонєвича влаштовується на роботу в Державному археологічному музеї у Варшаві. Делегований музеєм на Волинь, Полісся і Підляшшя для дослідження історичних пам'яток та археологічних знахідок, проведення невеликих археологічних розкопок. Співпрацює з Музеєм Наукового товариства імені Шевченка, Національним музеєм та Митрополичим архівом у Львові. Передає їм знайдені рідкісні українські пам'ятки, документи і стародруки. Неодноразово зустрічається з митрополитом УГКЦ Андреєм Шептицьким. Очолює археологічну експедицію при розкопках Зимненського городища.
По отриманні ступеня магістра, стає членом наукових організацій:
- Польського археологічного товариства;
- Наукового товариства імені Шевченка у Львові.

Автор наукових і науково-популярних публікацій на сторінках «Українського юнацтва», «Нашого світу», «Життя і знання», «Записок НТШ», польськомовного часопису «пол. Wiadomości archeologiczne».

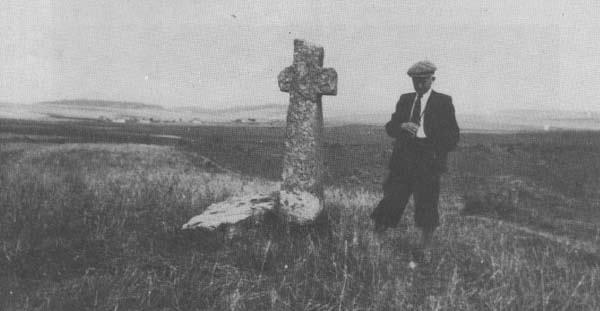
Олександр Цинкаловський біля хреста на місці ймовірного знаходження Пересопницького монастиря Різдва Пресвятої Богородиці — обителі в якій завершено праці над Пересопницьким євангелієм

У 1936—1939 роках очолює Волинський музей при Кременецькому ліцеї.
Під час Другої світової війни повертається до Варшави і посідає керівника Волинського відділу Державного археологічного музею.

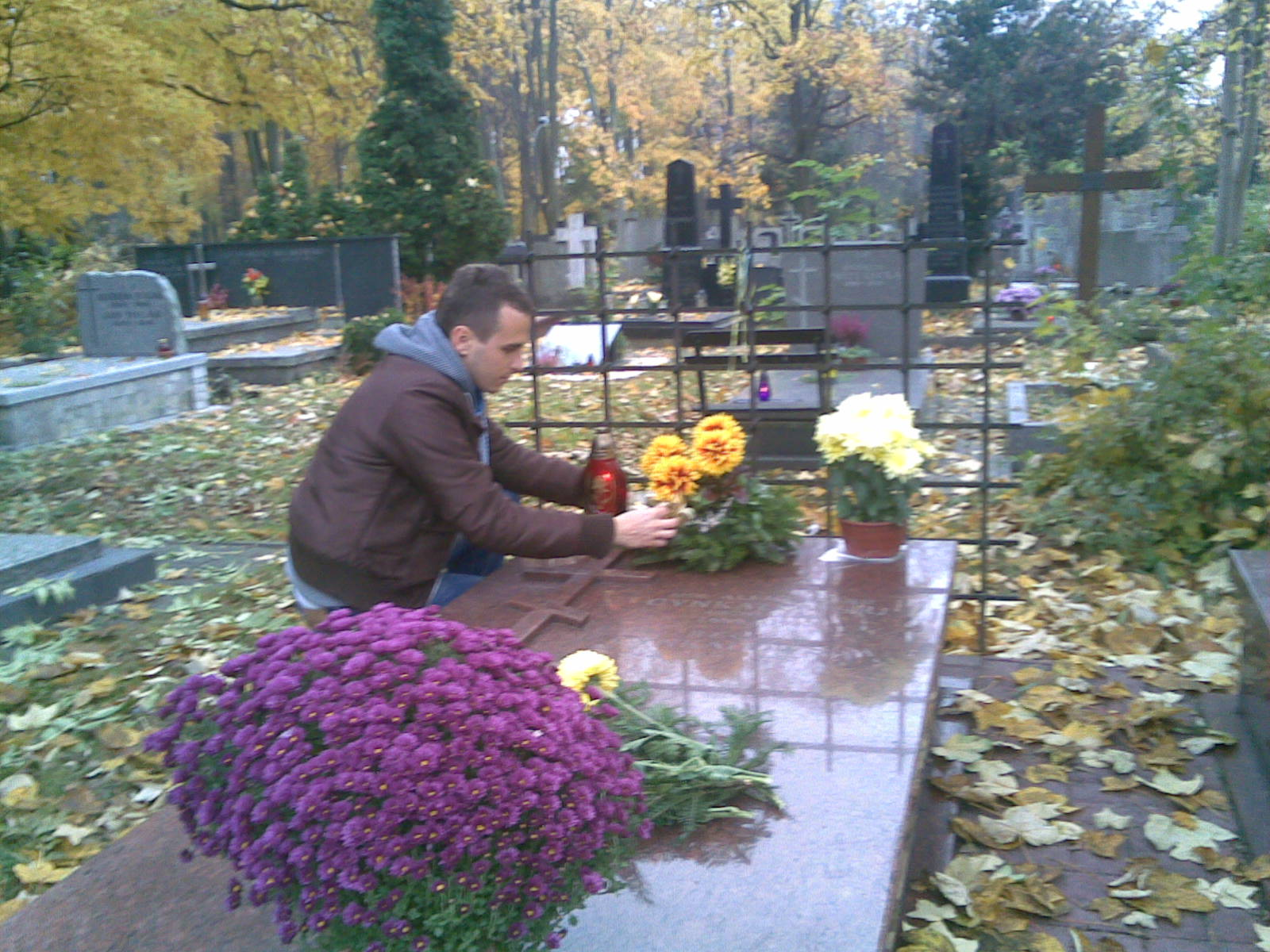
Надгробок на могилі Олександра і Реґіни Цинкаловських

Втікаючи з палаючої Варшави, подається на Захід. Від 1952 року оселяється в Кракові, влаштовується на роботу в Дім книги. Займається археологією і публіцистикою. Стає співробітником Археологічного інституту Польської Академії наук. Не маючи можливості відвідувати Волинь, активніше досліджує Підляшшя. Ідентифікував літописне місто Червень. Співпрацював з Українським суспільно-культурним товариством. Друкувався в українських діаспорних виданнях «Наше Слово», «Наша Культура», Українському календарі, Православному календарі, «Літописі Волині» тощо. Вже після смерті Олександра Цинкаловського, зусиллями Інституту дослідів Волині з'являється друком фундаментальний двотомний краєзнавчий словник «Стара Волинь і Волинське Полісся», над яким учений працював понад 30 років. Словник вмістив гасла про 1442 населених пункти Волині і Полісся.
В останні роки життя важко хворів. Помер у Кракові в 1983 році. Похований на православному цвинтарі «Воля» у Варшаві.
Протягом життя Олександра Цинкаловського відрізняла виняткова чесність. Як у професійній діяльності, під час розкопок він не привласнив жодної цінності, так і у ставленні до себе та оточуючих його людей. Він боляче спостерігав занепад рідної культури, нищення історичних пам'яток, власною працею намагався зарадити цьому. У листі до сестри Олени Грабарчук учений писав: «Ніхто тим не цікавиться, нікому серце не болить, яка доля все те спіткає, що з того залишиться, а що навіки загине, як не одна пам'ятка наша загинула, а наші люди будуть їсти, спати, мовчати».

## Праці

Перший і другий томи видання «Стара Волинь і Волинське Полісся»

Крім археологічних досліджень, Олександр Цинкаловський писав про найдавніші події з історії України, про Червенські міста — Холм, княжі міста Дорогичин, Перемишль. Не оминав у своїх студіях вчений і теми мистецтва — він був одним із перших, хто пов'язував життя і творчість видатного українського іконописця початку XVIII ст. Йова Кондзелевича з Волинню, віднайшов перед війною його роботи у Загорові, Вощатині й інших селах. З мистецтва і архітектури опублікував праці «Архітектура Лемківщини і Грубешівщини» та статті «Церкви домонгольського і монгольського періоду на Волині і в Галичині» (1969), «Хрести-енколпіони» (1972), «Церкви XV—XVIII століть на Західній Україні» та ін. Значну увагу фахівець приділяв гідрології та картографії. Завдяки інтересам у цих науках він зумів створити 12 мап Полісся та Волині. Цинкаловський також брав участь у створенні бібліографії з відповідним аналізом зразків європейської літератури.
На професійному рівні цікавився гідрологією та картографією. Автор 12 карт Волині і Полісся.
Займався укладанням бібліографії з аналізом зразків європейської літератури.
Науковий доробок присвячений рідній Волині:
- (пол.)«Materiały do pradziejów Wołynia і Polesia Wołyńskiego» (1961, 1963);
- «Сліди християнства на Волині перед кн. Володимиром 981 р.» (1930);
- «Княжий город Володимир» (1935);
- «Волинські дерев'яні церкви XVII — XVIII ст.» (1935);
- «Матеріали до праісторії Волині і Волинського Полісся» (1961) ;
- «Ріка Прип'ять та її допливи: Старі водні шляхи між доріччям Чорного моря і Балтиком» (1966), як Антін Бужанський;
- «Старовинні пам'ятки Волині» (1975);
- «Стара Волинь і Волинське Полісся. Краєзнавчий словник — від найдавніших часів до 1914 року» (1984, 1986).
- Цинкаловський О. Княжий город Володимир: попул.-наук. нарис: (з 45 образками й 1 мапою) / Олександер Цинкаловський. — Львів: Накладом фонду «Учітеся, брати мої», 1935. — 111, 1 с. : іл., карт.  — (Учітеся, брати мої!; ч. 18 (2)) (Науково-популярна бібліотека товариства «Просвіта»).

## Вшанування пам'яті
Ліцею Володимирської міської ради в м. Володимирі на Волині було присвоєно ім'я Олександра Цинкаловського.

### Про О. Цинкаловського
- Богдан Янович. Рятувала з вогню не гроші, а рукописи наукових праць коханого. Газ. «Волинь-нова», 29 липня 2017 р., с. 9.
- Дяченко В. М. Олександр Цинкаловський як директор Кременецького краєзнавчого музею // Сучасна наука та освіта Волині: Зб. мат. наук.-практ. онлайн конф. (20 листопада 2020 р.) / упоряд., голов. ред. О. Ю. Ройко. Луцьк: Вежа-Друк, 2020. С. 43–45.
- Дяченко В. М. Наукова та культурно-просвітницька діяльність Олександра Цинкаловського. — Кваліфікаційна наукова праця на правах рукопису. Дисертація на здобуття наукового ступеня доктора філософії за спеціальністю 032 — історія та археологія — Волинський національний університет імені Лесі Українки, Луцьк, 2021.

### Праці он-лайн
- Цинкаловський О. Старовинні пам'ятки Волині. Торонто, 1975. (Перевірено 19 жовтня 2012)
- (пол.) Cynkalowski. A. Materiały do pradziejów Wołynia i Polesia Wołyńskiego. Warszawa, 1961. (Перевірено 19 жовтня 2012)
- Цинкаловський О. Стара Волинь і Волинське Полісся. Т. 1. Вінніпег, 1984. (Перевірено 19 жовтня 2012)
- Цинкаловський О. Стара Волинь і Волинське Полісся. Т. 2. Вінніпег, 1986. (Перевірено 26 липня 2014)
- «Волинь, сестра моя»: доля науковця Олександра Цинкаловського

### Інформації
- Володимир-Волинський історичний музей-офіційний вебсайт (Перевірено 19 жовтня 2012)
- Цинкаловський Олександр Миколайович (1898—1983) (Перевірено 19 жовтня 2012)
- Олександр Цинкаловський (Перевірено 19 жовтня 2012)
- Повернення Олександра Цинкаловського у рідний Володимир-Волинський (Перевірено 19 жовтня 2012)
- Янович Б. Олександр Цинкаловський: повернення із забуття (Перевірено 19 жовтня 2012)
- Володимир Стемковський. З приводу трьох листів Олександра Цинкаловсько. Декілька маловідомих штрихів з біографії історика (Перевірено 19 жовтня 2012)
- Дейнека Л. Олександр Цинкаловський (1898—1983): біобібліографічний нарис до 115-ї річниці від дня народження[недоступне посилання з липня 2019] (Перевірено 10 січня 2013)